# Nacionalismo córnico

Bandera de Cornualles

Ubicación de Cornualles en el Reino Unido

El nacionalismo córnico es un movimiento social que busca mayor autonomía para el condado ceremonial y autoridad unitaria de Cornualles, en Inglaterra. Los afiliados a este movimiento argumentan que Cornualles es una nación que nunca se ha incorporado formalmente a Inglaterra. Los partidarios del gobierno autónomo de Cornualles sostienen que ésta es una entidad legal separada de Inglaterra y abogan por ser un país dentro del Reino Unido.
Asimismo, argumentan que Cornualles tiene una cultura e idioma diferente a Inglaterra, siendo Cornualles una nación celta y su idioma es el córnico.

## Movimiento autónomo
Los nacionalistas córnicos como Mebyon Kernow generalmente buscan algún tipo de autonomía para Cornualles.
En 2003, un concejal de Cornualles Bert Biscoe comisionó a un investigador para ver si las prácticas de autogobierno utilizadas en Guernsey podrían aplicarse a Cornualles.

## Identidad cultural, nacional o étnica distinta

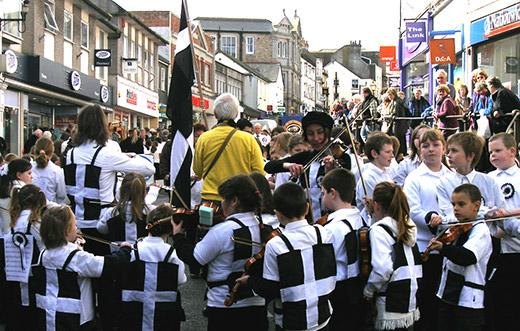
El Día de San Piran es una festividad anual que celebra la historia y cultura de Cornualles cada 5 de marzo

El porcentaje de encuestados que dieron "Cornual" como respuesta a la pregunta sobre identidad nacional en el censo de 2011.

En 2001, los activistas prevalecieron en el censo del Reino Unido para contar la etnia de Cornualles como una opción de respuesta en el censo nacional, aunque no había una casilla separada para Cornualles. En 2004 niños en las escuelas de Cornualles también pudieron registrarse étnicamente como córnicas en el censo escolar.
En 2004, se inició una campaña para establecer un equipo nacional de Cornualles en los Juegos de la Mancomunidad de 2006. Sin embargo, en 2006, la Federación de Juegos de la Mancomunidad declaró que "Cornualles no es más que un condado inglés".
El concepto de que los córnicos son una etnia separada se basa en el origen y la lengua celta del córnico, lo que los convierte en una minoría étnica distinta de los habitantes del resto de Inglaterra.
En 2011, se lanzó una petición electrónica dirigida a Westminster.
"Esta petición pedía firmas para plantear la cuestión de la "identidad de Cornualles" en el Parlamento y tiene como objetivo que Cornualles sea reconocida como una minoría nacional.." Esta petición ya se encuentra cerrada y recibió 851 firmas (99.149 menos que las 100.000 necesitadas para que el tema fuese considerado para un debate en la Cámara de los Comunes.)
En septiembre de 2011, George Eustice, miembro conservador del Parlamento para Camborne y Redruth, argumentó que el patrimonio de Cornualles debe ser administrado por una organización de Cornualles en lugar de por el Patrimonio Inglés.
En abril de 2014 el Secretario Principal del Tesoro, Danny Alexander, anunció que se había concedido al pueblo de Cornualles el estatuto de minoría en el marco del Consejo de Europa para la protección de las minorías nacionales.